# Jerzy Madej (astronom)
Jerzy Madej – polski astronom, profesor doktor habilitowany.

## Życiorys
Ukończył studia astronomiczne na Uniwersytecie Warszawskim w 1973 roku. Doktorat z fizyki obronił w 1981 roku pod opiekę Kazimierza Stępnia. W 1991 roku przedstawił rozprawę habilitacyjną pt.: „Teoria i interpretacja widm promieniowania bursterów rentgenowskich”. Tytuł profesorski otrzymał w 2010 roku. Obecnie pracuje jako profesor nadzwyczajny w Obserwatorium Astronomicznym Uniwersytetu Warszawskiego w Warszawie. Interesuje się głównie atmosferami gwiazdowymi i własnościami promieniowania gorącej materii.
Na jego cześć planetoidzie pasa głównego 599019 nadano nazwę Jerzymadej.

## Niektóre publikacje naukowe
- 2008, Models of iron K_alpha fluorescence line and the Compton Shoulder in irradiated accretion disk spectra, MNRAS, 386, 1872, 2008, Jerzy Madej, Agata Różańska,
- 2007, Physical parameters of DA white dwarfs from the Sloan Digital Sky Survey, Proc. of EUROWD06, 15th European Workshop on White Dwarfs, ASP Conf. Ser., in print (2007), Jerzy Madej, Agnieszka Majczyna, Mirosław Należyty, Anna Zofia Ciechanowska.